# Dietrich Basedow

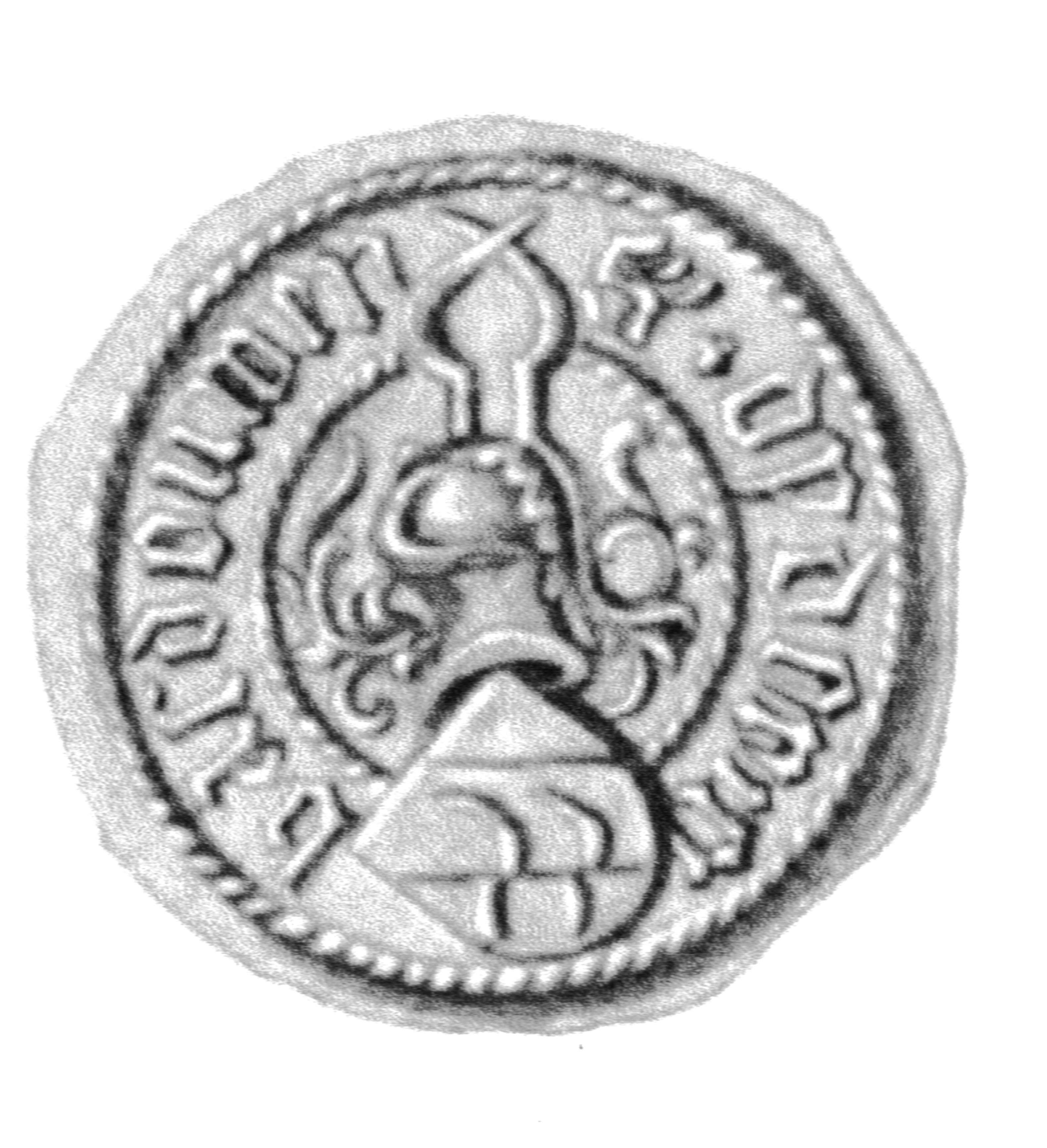
Siegel des Dietrich Basedow

Dietrich Basedow (* um 1420; † 26. März 1501) war in Lübeck Ratsherr, Kaufmann und Mitglied der Zirkelgesellschaft.

## Leben
Dietrich Basedow war Sohn des aus Lüneburg stammenden Berend Basedow. 1443 war Dietrich an der Universität in Rostock immatrikuliert.
Im Jahre 1456 wurde er in die Zirkelgesellschaft als Halbmitglied aufgenommen. 1477 wurde Basedow zum Ratsherr gewählt. Zwischen 1479 und 1486 war er mit Unterbrechungen Weddeherr, in den Jahren 1480, 1484, 1487, 1490, 1493, 1497, 1499 und 1501 Schossherr. Erst zwei Jahre nach seiner Aufnahme in den Lübecker Rat wurde er Vollmitglied der Zirkelgesellschaft (Mitgliedsnummer 227). Während seiner Mitgliedschaft war er als Fastnachtsdichter (1457, 1461, 1466) und als Schenk (1458, 1484) und als Schaffer (1490) tätig. 1478 vermietete er das Haus, welches er mit Johann Lüneburg in der Königstr. 21 besaß, den Winter hindurch an die Zirkelgesellschaft und im darauf folgenden Jahr verkauften sie das Haus an die Gesellschaft. Des Weiteren gehörte er auch noch Antonius- und der Leichnams-Bruderschaft und der Kaufleute-Kompanie in Lübeck an. 1487 war er Vorsteher der Petrikirche.
Basedow betrieb umfangreichen Handel in die Niederlande, nach Schonen, Danzig und Preußen (Hanse). Seine Warenpalette reichte von Hering, Öl, Salz, Holz bis zu Tüchern. In Lübeck besaß er mehrere Immobilien, so in der Große Petersgrube 21–23 (sein Wohnhaus), An der Trave 17, Königstr. 21, Große Petersgrube 10, Depenau 23–25 und 33 und Dankwartsgrube 18. In seinem Testament vom 18. November 1483 machte er Legate in einem Wert von über 10.000 Mk., dabei wurde seine Familie reich bedacht, aber auch alle Lübecker Kirchen, Klöster, Spitäler, Elenden- und Siechenhäuser erhielten Geldbeträge zugewiesen.
Basedow wurde im Lübecker Dom begraben. Seine Grabplatte ist dokumentiert, aber nicht mehr nachweisbar.

## Familie
Sein Vater war Bernhard Basedow (1453 tot), der mit Ermgard van Hage und Adelheid Bardewik verheiratet war und am Anfang des 15. Jahrhunderts von Lüneburg nach Lübeck einwanderte.
Dietrich war verheiratet (1.) Heleke Lüneburg, Tochter des Bertram Lüneburg, Mitglied der Zirkelgesellschaft. (2.) 1483 mit Telseke Pleskow, Tochter des Jordan Pleskow und der Taleke (Adelheid von Eltzen).

Er hatte insgesamt 22 Kinder, davon 10 aus 1. Ehe. Namentlich bekannt sind: 

Aus 1. Ehe:
- Dietrich, Ältermann im Hansekontor in Brügge
- Heinrich, Bischof von Kurland (1501–1524)
- Telseke
- Christopher, leistet 1530 Urfehde[3]
- Ermgard, verheiratet mit Bernd Kruselmann
- Dorothea
- Matthäus
- Sander
- Bernd, Mitglied der Zirkelgesellschaft (235),
- Anneke, verheiratet mit Bruno Warendorp, Mitglied der Zirkelgesellschaft (238), Gerd Krudep und Johann Kinkel

Aus 2. Ehe 
- Jorden, Bakkalar und Magister der Universität Rostock.[4] Ratsherr,[5] Mitglied der Zirkelgesellschaft (298).